# 蕭慎
蕭慎（?—?），又作蕭昚，梁武帝萧衍长兄长沙宣武王萧懿的曾孙，长沙元王萧渊业的孙子，长沙章王萧孝俨的儿子。袭封长沙王。
普通元年（520年），萧孝俨薨，时年二十三岁。其子萧慎嗣爵长沙王。萧慎卒年不详，无后。梁元帝时以萧渊业的弟弟临汝灵侯萧渊猷的儿子萧韶嗣位长沙王。
| 前任者： 萧孝俨 | 梁朝长沙王 520年－540年代之前 | 繼任者： 萧韶 |

## 资料来源
- 《梁书》卷二十三 列传第十七
- 《南史》卷五十一 列传第四十一